# Rebecka Prentell
Rebecka Helena Prentell, född 14 maj 1989 i Borlänge, är en svensk samhällsdebattör, författare tidigare förbundsordförande för Sverok och ordförande för LSU - Sveriges ungdomsorganisationer.
Prentell är uppvuxen i Borlänge och har utifrån ett intresse för bland annat rollspel studerat inom teater och pedagogik vid Örebro universitet 2008-11 och även arbetat för Svenska Celiakiungdomsförbundet. Den 1 januari 2012 tillträdde hon posten som förbundsordförande för Sveriges största ungdomsförbund, Sverok. Hon är sedan länge engagerad i frågor om civilsamhället både som ordförande för LSU – Sveriges Ungdomsorganisationer sedan januari 2015 och som en av författarna till Sektor 3s skrift riktad till förre civilsamhällsministern Maria Arnholm, Brev till Maria: nio framtida reformer för civilsamhället (2013). 
I september 2014 gav hon ut boken Det nya civilsamhället (Forum), en genomlysande studie i omständigheter och utmaningar för föreningslivet och frivilligorganisationer i en tid av samhälleliga strukturförändringar och förändrade engagemangsmönster. Utgående från seminarieserien Måndagmorgon utgjorde boken centrum för ett av de mest välbesökta seminarierna under Almedalsveckan 2014.
År 2017 var Prentell ledamot i Myndigheten för ungdoms- och civilsamhällesfrågors insynsråd.